# Turu Cay
Turu Cay ist eine acht Hektar große, langgestreckte Sandinsel im Nordwesten der Torres-Strait-Inseln. Sie liegt 28 Kilometer südwestlich von Kerr Island und 36 Kilometer südwestlich von Deliverance Island, den beiden nächstgelegenen Inseln. Turu Cay ist die westlichste aller Torres-Strait-Inseln.
Turu Cay gehört den Einwohnern der Inseln Saibai, Boigu und Dauan, und gehört somit zur Inselregion der Top Western Islands.